# Phase à élimination directe du Championnat d'Europe masculin de basket-ball 2022
La phase à élimination directe du Championnat d'Europe masculin de basket-ball 2022 s'est déroulée du 10 au 18 septembre 2022. Tous les matchs se sont joués à la Mercedes-Benz Arena à Berlin, en Allemagne,.

## Équipes qualifiées
| Groupe | Premier  | Deuxième  | Troisième  | Quatrième |
| ------ | -------- | --------- | ---------- | --------- |
| A      | Espagne  | Turquie   | Monténégro | Belgique  |
| B      | Slovénie | Allemagne | France     | Lituanie  |
| C      | Grèce    | Ukraine   | Croatie    | Italie    |
| D      | Serbie   | Finlande  | Pologne    | Tchéquie  |

## Tableau
|  | Huitièmes de finale | Huitièmes de finale |           |                        | Quarts de finale       | Quarts de finale |    |  | Demi-finales | Demi-finales |  |  | Finale       | Finale       |
|  | Huitièmes de finale | Huitièmes de finale |           |                        | Quarts de finale       | Quarts de finale |    |  | Demi-finales | Demi-finales |  |  | Finale       | Finale       |
|  |                     |                     |           |                        |                        |                  |    |  |              |              |  |  |              |              |
|  | 10 septembre        | 10 septembre        |           |                        | 13 septembre           | 13 septembre     |    |  | 16 septembre | 16 septembre |  |  | 18 septembre | 18 septembre |
|  | 10 septembre        | 10 septembre        |           |                        | 13 septembre           | 13 septembre     |    |  | 16 septembre | 16 septembre |  |  | 18 septembre | 18 septembre |
|  | Allemagne           | 85                  |           |                        | 13 septembre           | 13 septembre     |    |  | 16 septembre | 16 septembre |  |  | 18 septembre | 18 septembre |
|  | Allemagne           | 85                  |           |                        | 13 septembre           | 13 septembre     |    |  | 16 septembre | 16 septembre |  |  | 18 septembre | 18 septembre |
|  | Monténégro          | 79                  |           |                        | 13 septembre           | 13 septembre     |    |  | 16 septembre | 16 septembre |  |  | 18 septembre | 18 septembre |
|  | Monténégro          | 79                  | Allemagne | 107                    |                        |                  |    |  | 16 septembre | 16 septembre |  |  | 18 septembre | 18 septembre |
|  | 11 septembre        |                     | Allemagne | 107                    |                        |                  |    |  | 16 septembre | 16 septembre |  |  | 18 septembre | 18 septembre |
|  |                     | Grèce               | 96        |                        |                        |                  |    |  | 16 septembre | 16 septembre |  |  | 18 septembre | 18 septembre |
|  | Grèce               | Grèce               | 96        | 94                     |                        |                  |    |  | 16 septembre | 16 septembre |  |  | 18 septembre | 18 septembre |
|  | Grèce               | 13 septembre        |           | 94                     |                        |                  |    |  | 16 septembre | 16 septembre |  |  | 18 septembre | 18 septembre |
|  | Tchéquie            | 88                  |           |                        |                        |                  |    |  | 16 septembre | 16 septembre |  |  | 18 septembre | 18 septembre |
|  | Tchéquie            | 88                  | Allemagne | 91                     |                        |                  |    |  |              |              |  |  | 18 septembre | 18 septembre |
|  | 10 septembre        |                     | Allemagne | 91                     |                        |                  |    |  |              |              |  |  | 18 septembre | 18 septembre |
|  |                     | Espagne             | 96        |                        |                        |                  |    |  |              |              |  |  | 18 septembre | 18 septembre |
|  | Espagne             | Espagne             | 96        | 102 ap                 |                        |                  |    |  |              |              |  |  | 18 septembre | 18 septembre |
|  | Espagne             | 16 septembre        |           | 102 ap                 |                        |                  |    |  |              |              |  |  | 18 septembre | 18 septembre |
|  | Lituanie            | 94                  |           |                        |                        |                  |    |  |              |              |  |  | 18 septembre | 18 septembre |
|  | Lituanie            | 94                  | Espagne   | 100                    |                        |                  |    |  |              |              |  |  | 18 septembre | 18 septembre |
|  | 11 septembre        |                     | Espagne   | 100                    |                        |                  |    |  |              |              |  |  | 18 septembre | 18 septembre |
|  |                     | Finlande            | 90        |                        |                        |                  |    |  |              |              |  |  | 18 septembre | 18 septembre |
|  | Croatie             | Finlande            | 90        | 86                     |                        |                  |    |  |              |              |  |  | 18 septembre | 18 septembre |
|  | Croatie             | 14 septembre        |           | 86                     |                        |                  |    |  |              |              |  |  | 18 septembre | 18 septembre |
|  | Finlande            | 94                  |           |                        |                        |                  |    |  |              |              |  |  | 18 septembre | 18 septembre |
|  | Finlande            | 94                  | Espagne   | 88                     |                        |                  |    |  |              |              |  |  |              |              |
|  | 10 septembre        |                     | Espagne   | 88                     |                        |                  |    |  |              |              |  |  |              |              |
|  |                     | France              | 76        |                        |                        |                  |    |  |              |              |  |  |              |              |
|  | France              | France              | 76        | 87 ap                  |                        |                  |    |  |              |              |  |  |              |              |
|  | France              |                     |           | 87 ap                  |                        |                  |    |  |              |              |  |  |              |              |
|  | Turquie             | 86                  |           |                        |                        |                  |    |  |              |              |  |  |              |              |
|  | Turquie             | 86                  | France    | 93 ap                  |                        |                  |    |  |              |              |  |  |              |              |
|  | 11 septembre        |                     | France    | 93 ap                  |                        |                  |    |  |              |              |  |  |              |              |
|  |                     | Italie              | 85        |                        |                        |                  |    |  |              |              |  |  |              |              |
|  | Serbie              | Italie              | 85        | 86                     |                        |                  |    |  |              |              |  |  |              |              |
|  | Serbie              | 14 septembre        |           | 86                     |                        |                  |    |  |              |              |  |  |              |              |
|  | Italie              | 94                  |           |                        |                        |                  |    |  |              |              |  |  |              |              |
|  | Italie              | 94                  | France    | 95                     |                        |                  |    |  |              |              |  |  |              |              |
|  | 10 septembre        |                     | France    | 95                     |                        |                  |    |  |              |              |  |  |              |              |
|  |                     | Pologne             | 54        |                        |                        |                  |    |  |              |              |  |  |              |              |
|  | Slovénie            | Pologne             | 54        | 88                     |                        |                  |    |  |              |              |  |  |              |              |
|  | Slovénie            |                     |           | 88                     |                        |                  |    |  |              |              |  |  |              |              |
|  | Belgique            | 72                  |           | Match pour la 3e place | Match pour la 3e place |                  |    |  |              |              |  |  |              |              |
|  | Belgique            | 72                  | Slovénie  | Match pour la 3e place | Match pour la 3e place | 87               |    |  |              |              |  |  |              |              |
|  | 11 septembre        | 11 septembre        | Slovénie  | 18 septembre           | 18 septembre           | 87               |    |  |              |              |  |  |              |              |
|  | 11 septembre        | 11 septembre        |           | 18 septembre           | 18 septembre           | Pologne          | 90 |  |              |              |  |  |              |              |
|  | Pologne             | 94                  | Allemagne | 82                     |                        | Pologne          | 90 |  |              |              |  |  |              |              |
|  | Pologne             | 94                  | Allemagne | 82                     |                        |                  |    |  |              |              |  |  |              |              |
|  | Ukraine             | 86                  |           | Pologne                | 69                     |                  |    |  |              |              |  |  |              |              |
|  | Ukraine             | 86                  |           | Pologne                | 69                     |                  |    |  |              |              |  |  |              |              |

Toutes les heures correspondent à l'Heure d'été d'Europe centrale (UTC+2).

## Huitièmes de finale

### France - Turquie
| 10 septembre 2022 12h00 | Rapport | France                                                       | 87-86                               | Turquie                                 | OT | Mercedes-Benz Arena, Berlin Affluence : 9 411 Arbitres : Antonio Conde Boris Krejić Martin Horozov |
| 10 septembre 2022 12h00 | Rapport | Score par quart-temps : 18-11, 25-24, 6-22, 28-20, OT : 10-9 |                                     |                                         | OT | Mercedes-Benz Arena, Berlin Affluence : 9 411 Arbitres : Antonio Conde Boris Krejić Martin Horozov |
| 10 septembre 2022 12h00 | Rapport | Score par mi-temps : 43-35, 34-42                            |                                     |                                         | OT | Mercedes-Benz Arena, Berlin Affluence : 9 411 Arbitres : Antonio Conde Boris Krejić Martin Horozov |
| 10 septembre 2022 12h00 | Rapport | Gobert, 20 Gobert, 17 Heurtel, 7 Gobert, 28                  | Points Rebonds Passes d. Évaluation | Tuncer, 22 Şanlı, 7 Hazer, 6 Tuncer, 20 | OT | Mercedes-Benz Arena, Berlin Affluence : 9 411 Arbitres : Antonio Conde Boris Krejić Martin Horozov |

### Slovénie - Belgique
| 10 septembre 2022 14h45 | Rapport | Slovénie                                           | 88-72                               | Belgique                                       |  | Mercedes-Benz Arena, Berlin Affluence : 9 774 Arbitres : Fernando Calatrava Gvidas Gedvilas Saverio Lanzarini |
| 10 septembre 2022 14h45 | Rapport | Score par quart-temps : 24-19, 20-22, 19-19, 25-12 |                                     |                                                |  | Mercedes-Benz Arena, Berlin Affluence : 9 774 Arbitres : Fernando Calatrava Gvidas Gedvilas Saverio Lanzarini |
| 10 septembre 2022 14h45 | Rapport | Score par mi-temps : 44-41, 44-31                  |                                     |                                                |  | Mercedes-Benz Arena, Berlin Affluence : 9 774 Arbitres : Fernando Calatrava Gvidas Gedvilas Saverio Lanzarini |
| 10 septembre 2022 14h45 | Rapport | Dončić, 35 Čančar, 7 Dončić, 5 Dončić, 33          | Points Rebonds Passes d. Évaluation | Lecomte, 16 Gillet, 10 Obasohan, 4 Lecomte, 16 |  | Mercedes-Benz Arena, Berlin Affluence : 9 774 Arbitres : Fernando Calatrava Gvidas Gedvilas Saverio Lanzarini |

### Allemagne - Monténégro
| 10 septembre 2022 18h00 | Rapport | Allemagne                                          | 85-79                               | Monténégro                                |  | Mercedes-Benz Arena, Berlin Affluence : 12 938 Arbitres : Luis Castillo Mārtiņš Kozlovskis Paulo Marques |
| 10 septembre 2022 18h00 | Rapport | Score par quart-temps : 19-10, 29-14, 19-26, 18-29 |                                     |                                           |  | Mercedes-Benz Arena, Berlin Affluence : 12 938 Arbitres : Luis Castillo Mārtiņš Kozlovskis Paulo Marques |
| 10 septembre 2022 18h00 | Rapport | Score par mi-temps : 48-24, 37-55                  |                                     |                                           |  | Mercedes-Benz Arena, Berlin Affluence : 12 938 Arbitres : Luis Castillo Mārtiņš Kozlovskis Paulo Marques |
| 10 septembre 2022 18h00 | Rapport | Schröder, 22 Wagner, 5 Schröder, 8 Schröder, 20    | Points Rebonds Passes d. Évaluation | Perry, 25 Simonović, 9 Perry, 6 Perry, 27 |  | Mercedes-Benz Arena, Berlin Affluence : 12 938 Arbitres : Luis Castillo Mārtiņš Kozlovskis Paulo Marques |

### Espagne - Lituanie
| 10 septembre 2022 20h45 | Rapport | Espagne                                                        | 102-94                              | Lituanie                                            | OT | Mercedes-Benz Arena, Berlin Affluence : 12 938 Arbitres : Yohan Rosso Aleksandar Glišić Ademir Zurapović |
| 10 septembre 2022 20h45 | Rapport | Score par quart-temps : 19-20, 21-25, 23-23, 20-15, OT : 19-11 |                                     |                                                     | OT | Mercedes-Benz Arena, Berlin Affluence : 12 938 Arbitres : Yohan Rosso Aleksandar Glišić Ademir Zurapović |
| 10 septembre 2022 20h45 | Rapport | Score par mi-temps : 40-45, 43-38                              |                                     |                                                     | OT | Mercedes-Benz Arena, Berlin Affluence : 12 938 Arbitres : Yohan Rosso Aleksandar Glišić Ademir Zurapović |
| 10 septembre 2022 20h45 | Rapport | Brown, 28 W. Hernangómez, 8 Brown, 8 Brown, 28                 | Points Rebonds Passes d. Évaluation | Kuzminskas, 18 Sabonis, 9 Jokubaitis, 5 Sabonis, 20 | OT | Mercedes-Benz Arena, Berlin Affluence : 12 938 Arbitres : Yohan Rosso Aleksandar Glišić Ademir Zurapović |

### Pologne - Ukraine
| 11 septembre 2022 12h00 | Rapport | Pologne                                            | 94-86                               | Ukraine                                       |  | Mercedes-Benz Arena, Berlin Affluence : 6 865 Arbitres : Carsten Straube Nicolas Maestre Ademir Zurapović |
| 11 septembre 2022 12h00 | Rapport | Score par quart-temps : 24-21, 18-24, 27-22, 25-19 |                                     |                                               |  | Mercedes-Benz Arena, Berlin Affluence : 6 865 Arbitres : Carsten Straube Nicolas Maestre Ademir Zurapović |
| 11 septembre 2022 12h00 | Rapport | Score par mi-temps : 42-45, 52-41                  |                                     |                                               |  | Mercedes-Benz Arena, Berlin Affluence : 6 865 Arbitres : Carsten Straube Nicolas Maestre Ademir Zurapović |
| 11 septembre 2022 12h00 | Rapport | Slaughter, 24 Ponitka, 9 Ponitka, 6 Ponitka, 26    | Points Rebonds Passes d. Évaluation | Bobrov, 15 Mykhaïliouk, 8 Sanon, 8 Bobrov, 17 |  | Mercedes-Benz Arena, Berlin Affluence : 6 865 Arbitres : Carsten Straube Nicolas Maestre Ademir Zurapović |

### Croatie - Finlande
| 11 septembre 2022 14h45 | Rapport | Croatie                                            | 86-94                               | Finlande                                              |  | Mercedes-Benz Arena, Berlin Affluence : 6 904 Arbitres : Lorenzo Baldini Saverio Lanzarini Mārtiņš Kozlovskis |
| 11 septembre 2022 14h45 | Rapport | Score par quart-temps : 21-20, 22-25, 22-22, 21-27 |                                     |                                                       |  | Mercedes-Benz Arena, Berlin Affluence : 6 904 Arbitres : Lorenzo Baldini Saverio Lanzarini Mārtiņš Kozlovskis |
| 11 septembre 2022 14h45 | Rapport | Score par mi-temps : 43-45, 43-49                  |                                     |                                                       |  | Mercedes-Benz Arena, Berlin Affluence : 6 904 Arbitres : Lorenzo Baldini Saverio Lanzarini Mārtiņš Kozlovskis |
| 11 septembre 2022 14h45 | Rapport | Bogdanović, 23 Šarić, 9 Šarić, 6 Smith, 20         | Points Rebonds Passes d. Évaluation | Markkanen, 43 Markkanen, 9 Markkanen, 3 Markkanen, 47 |  | Mercedes-Benz Arena, Berlin Affluence : 6 904 Arbitres : Lorenzo Baldini Saverio Lanzarini Mārtiņš Kozlovskis |

### Serbie - Italie
| 11 septembre 2022 18h00 | Rapport | Serbie                                             | 86-94                               | Italie                                      |  | Mercedes-Benz Arena, Berlin Affluence : 9 788 Arbitres : Antonio Conde Yener Yılmaz Martin Horozov |
| 11 septembre 2022 18h00 | Rapport | Score par quart-temps : 28-20, 23-25, 17-21, 18-28 |                                     |                                             |  | Mercedes-Benz Arena, Berlin Affluence : 9 788 Arbitres : Antonio Conde Yener Yılmaz Martin Horozov |
| 11 septembre 2022 18h00 | Rapport | Score par mi-temps : 51-45, 35-49                  |                                     |                                             |  | Mercedes-Benz Arena, Berlin Affluence : 9 788 Arbitres : Antonio Conde Yener Yılmaz Martin Horozov |
| 11 septembre 2022 18h00 | Rapport | Jokić, 32 Jokić, 13 Micić, 8 Jokić, 41             | Points Rebonds Passes d. Évaluation | Spissu, 22 Polonara, 8 Spissu, 6 Spissu, 29 |  | Mercedes-Benz Arena, Berlin Affluence : 9 788 Arbitres : Antonio Conde Yener Yılmaz Martin Horozov |

### Grèce - Tchéquie
| 11 septembre 2022 20h45 | Rapport | Grèce                                                             | 94-88                               | Tchéquie                                               |  | Mercedes-Benz Arena, Berlin Affluence : 9 814 Arbitres : Yohan Rosso Kerem Baki Oskars Lucis |
| 11 septembre 2022 20h45 | Rapport | Score par quart-temps : 20-20, 21-25, 22-22, 31-21                |                                     |                                                        |  | Mercedes-Benz Arena, Berlin Affluence : 9 814 Arbitres : Yohan Rosso Kerem Baki Oskars Lucis |
| 11 septembre 2022 20h45 | Rapport | Score par mi-temps : 41-45, 53-43                                 |                                     |                                                        |  | Mercedes-Benz Arena, Berlin Affluence : 9 814 Arbitres : Yohan Rosso Kerem Baki Oskars Lucis |
| 11 septembre 2022 20h45 | Rapport | Antetokoúnmpo, 27 Antetokoúnmpo, 10 Calathes, 6 Antetokoúnmpo, 30 | Points Rebonds Passes d. Évaluation | Veselý, 21 Satoranský, 8 Satoranský, 17 Satoranský, 22 |  | Mercedes-Benz Arena, Berlin Affluence : 9 814 Arbitres : Yohan Rosso Kerem Baki Oskars Lucis |

## Quarts de finale

### Espagne - Finlande
| 13 septembre 2022 17h15 | Rapport | Espagne                                                   | 100-90                              | Finlande                                            |  | Mercedes-Benz Arena, Berlin Affluence : 7 935 Arbitres : Yohan Rosso Kerem Baki Martin Horozov |
| 13 septembre 2022 17h15 | Rapport | Score par quart-temps : 19-30, 24-22, 30-15, 27-23        |                                     |                                                     |  | Mercedes-Benz Arena, Berlin Affluence : 7 935 Arbitres : Yohan Rosso Kerem Baki Martin Horozov |
| 13 septembre 2022 17h15 | Rapport | Score par mi-temps : 43-52, 57-38                         |                                     |                                                     |  | Mercedes-Benz Arena, Berlin Affluence : 7 935 Arbitres : Yohan Rosso Kerem Baki Martin Horozov |
| 13 septembre 2022 17h15 | Rapport | W. Hernangómez, 27 Garuba, 6 Brown, 11 W. Hernangómez, 28 | Points Rebonds Passes d. Évaluation | Markkanen, 28 Markkanen, 11 Little, 6 Markkanen, 35 |  | Mercedes-Benz Arena, Berlin Affluence : 7 935 Arbitres : Yohan Rosso Kerem Baki Martin Horozov |

### Allemagne - Grèce
| 13 septembre 2022 20h30 | Rapport | Allemagne                                          | 107-96                              | Grèce                                                                 |  | Mercedes-Benz Arena, Berlin Affluence : 14 073 Arbitres : Boris Krejić Saverio Lanzarini Ademir Zurapović |
| 13 septembre 2022 20h30 | Rapport | Score par quart-temps : 31-27, 26-34, 26-10, 24-25 |                                     |                                                                       |  | Mercedes-Benz Arena, Berlin Affluence : 14 073 Arbitres : Boris Krejić Saverio Lanzarini Ademir Zurapović |
| 13 septembre 2022 20h30 | Rapport | Score par mi-temps : 57-61, 50-35                  |                                     |                                                                       |  | Mercedes-Benz Arena, Berlin Affluence : 14 073 Arbitres : Boris Krejić Saverio Lanzarini Ademir Zurapović |
| 13 septembre 2022 20h30 | Rapport | Schröder, 26 Theis, 16 Schröder, 8 Schröder, 27    | Points Rebonds Passes d. Évaluation | Antetokoúnmpo, 31 Antetokoúnmpo, 7 Antetokoúnmpo, 8 Antetokoúnmpo, 31 |  | Mercedes-Benz Arena, Berlin Affluence : 14 073 Arbitres : Boris Krejić Saverio Lanzarini Ademir Zurapović |

### France - Italie
| 14 septembre 2022 17h15 | Rapport | France                                                        | 93-85                               | Italie                                     | OT | Mercedes-Benz Arena, Berlin Affluence : 6 324 Arbitres : Aleksandar Glišić Mārtiņš Kozlovskis Ademir Zurapović |
| 14 septembre 2022 17h15 | Rapport | Score par quart-temps : 27-20, 11-11, 18-31, 21-15, OT : 16-8 |                                     |                                            | OT | Mercedes-Benz Arena, Berlin Affluence : 6 324 Arbitres : Aleksandar Glišić Mārtiņš Kozlovskis Ademir Zurapović |
| 14 septembre 2022 17h15 | Rapport | Score par mi-temps : 38-31, 39-46                             |                                     |                                            | OT | Mercedes-Benz Arena, Berlin Affluence : 6 324 Arbitres : Aleksandar Glišić Mārtiņš Kozlovskis Ademir Zurapović |
| 14 septembre 2022 17h15 | Rapport | Heurtel, 20 Gobert, 14 Heurtel, 8 Gobert, 28                  | Points Rebonds Passes d. Évaluation | Spissu, 21 Polonara, 6 Melli, 7 Spissu, 20 | OT | Mercedes-Benz Arena, Berlin Affluence : 6 324 Arbitres : Aleksandar Glišić Mārtiņš Kozlovskis Ademir Zurapović |

### Slovénie - Pologne
| 14 septembre 2022 20h30 | Rapport | Slovénie                                          | 87-90                               | Pologne                                         |  | Mercedes-Benz Arena, Berlin Affluence : 7 852 Arbitres : Antonio Conde Kerem Baki Martin Horozov |
| 14 septembre 2022 20h30 | Rapport | Score par quart-temps : 26-29, 13-29, 24-6, 24-26 |                                     |                                                 |  | Mercedes-Benz Arena, Berlin Affluence : 7 852 Arbitres : Antonio Conde Kerem Baki Martin Horozov |
| 14 septembre 2022 20h30 | Rapport | Score par mi-temps : 39-58, 48-32                 |                                     |                                                 |  | Mercedes-Benz Arena, Berlin Affluence : 7 852 Arbitres : Antonio Conde Kerem Baki Martin Horozov |
| 14 septembre 2022 20h30 | Rapport | Čančar, 21 Dončić, 11 Dončić, 7 Čančar, 24        | Points Rebonds Passes d. Évaluation | Ponitka, 26 Ponitka, 16 Ponitka, 10 Ponitka, 41 |  | Mercedes-Benz Arena, Berlin Affluence : 7 852 Arbitres : Antonio Conde Kerem Baki Martin Horozov |

## Demi-finales

### France - Pologne
La France a battu la Pologne pour enregistrer la plus grande victoire en demi-finale de l'histoire de l'EuroBasket.
| 16 septembre 2022 17h15 | Rapport | France                                           | 95-54                               | Pologne                             |  | Mercedes-Benz Arena, Berlin Affluence : 11 563 Arbitres : Lorenzo Baldini Saverio Lanzarini Mārtiņš Kozlovskis |
| 16 septembre 2022 17h15 | Rapport | Score par quart-temps : 15-9, 19-9, 30-18, 31-18 |                                     |                                     |  | Mercedes-Benz Arena, Berlin Affluence : 11 563 Arbitres : Lorenzo Baldini Saverio Lanzarini Mārtiņš Kozlovskis |
| 16 septembre 2022 17h15 | Rapport | Score par mi-temps : 34-18, 61-36                |                                     |                                     |  | Mercedes-Benz Arena, Berlin Affluence : 11 563 Arbitres : Lorenzo Baldini Saverio Lanzarini Mārtiņš Kozlovskis |
| 16 septembre 2022 17h15 | Rapport | Yabusele, 22 Fall, 10 Heurtel, 6 Fall, 23        | Points Rebonds Passes d. Évaluation | Michalak, 9 Cel, 4 Schenk, 3 Cel, 6 |  | Mercedes-Benz Arena, Berlin Affluence : 11 563 Arbitres : Lorenzo Baldini Saverio Lanzarini Mārtiņš Kozlovskis |

### Allemagne - Espagne
| 16 septembre 2022 20h30 | Rapport | Allemagne                                          | 91-96                               | Espagne                                    |  | Mercedes-Benz Arena, Berlin Affluence : 14 073 Arbitres : Boris Krejić Kerem Baki Ademir Zurapović |
| 16 septembre 2022 20h30 | Rapport | Score par quart-temps : 24-27, 27-19, 20-19, 20-31 |                                     |                                            |  | Mercedes-Benz Arena, Berlin Affluence : 14 073 Arbitres : Boris Krejić Kerem Baki Ademir Zurapović |
| 16 septembre 2022 20h30 | Rapport | Score par mi-temps : 51-46, 40-50                  |                                     |                                            |  | Mercedes-Benz Arena, Berlin Affluence : 14 073 Arbitres : Boris Krejić Kerem Baki Ademir Zurapović |
| 16 septembre 2022 20h30 | Rapport | Schröder, 30 Obst, 5 Schröder, 8 Schröder, 33      | Points Rebonds Passes d. Évaluation | Brown, 29 Fernández, 6 Garuba, 7 Brown, 27 |  | Mercedes-Benz Arena, Berlin Affluence : 14 073 Arbitres : Boris Krejić Kerem Baki Ademir Zurapović |

## Match pour la3eplace
| 18 septembre 2022 17h15 | Rapport | Allemagne                                            | 82-69                               | Pologne                                                   |  | Mercedes-Benz Arena, Berlin Affluence : 12 913 Arbitres : Antonio Conde Yohan Rosso Kerem Baki |
| 18 septembre 2022 17h15 | Rapport | Score par quart-temps : 19-14, 17-9, 18-26, 28-20    |                                     |                                                           |  | Mercedes-Benz Arena, Berlin Affluence : 12 913 Arbitres : Antonio Conde Yohan Rosso Kerem Baki |
| 18 septembre 2022 17h15 | Rapport | Score par mi-temps : 36-23, 46-46                    |                                     |                                                           |  | Mercedes-Benz Arena, Berlin Affluence : 12 913 Arbitres : Antonio Conde Yohan Rosso Kerem Baki |
| 18 septembre 2022 17h15 | Rapport | Schröder, 26 Voigtmann, 9 Voigtmann, 6 Voigtmann, 29 | Points Rebonds Passes d. Évaluation | Sokołowski, 18 Sokołowski, 6 Slaughter, 10 Sokołowski, 20 |  | Mercedes-Benz Arena, Berlin Affluence : 12 913 Arbitres : Antonio Conde Yohan Rosso Kerem Baki |

## Finale
| 18 septembre 2022 20h30 | Rapport | Espagne                                                           | 88-76                               | France                                         |  | Mercedes-Benz Arena, Berlin Affluence : 13 042 Arbitres : Boris Krejić Mārtiņš Kozlovskis Ademir Zurapović |
| 18 septembre 2022 20h30 | Rapport | Score par quart-temps : 23-14, 24-23, 19-20, 22-19                |                                     |                                                |  | Mercedes-Benz Arena, Berlin Affluence : 13 042 Arbitres : Boris Krejić Mārtiņš Kozlovskis Ademir Zurapović |
| 18 septembre 2022 20h30 | Rapport | Score par mi-temps : 47-37, 41-39                                 |                                     |                                                |  | Mercedes-Benz Arena, Berlin Affluence : 13 042 Arbitres : Boris Krejić Mārtiņš Kozlovskis Ademir Zurapović |
| 18 septembre 2022 20h30 | Rapport | J. Hernangómez, 27 W. Hernangómez, 8 Brown, 11 J. Hernangómez, 30 | Points Rebonds Passes d. Évaluation | Fournier, 23 Tarpey, 9 Heurtel, 7 Fournier, 20 |  | Mercedes-Benz Arena, Berlin Affluence : 13 042 Arbitres : Boris Krejić Mārtiņš Kozlovskis Ademir Zurapović |